# هسپریدس
هسپریدها یا هسپریدس (به یونانی: Ἑσπερίδες) (در انگلیسی: Hesperides) (مفرد آن: Hesperid)، در اسطوره‌های یونان پری‌ها یا حوری‌هایی بودند که مسئولیت حفاظت از باغ سیب‌های طلائی را برعهده‌داشتند. این باغ در کوه اطلس از کوه‌های آرکادی قرار داشت و متعلق به هرا بود که هنگام جواب مثبت وی به خواستگاری زئوس برادرش، از طرف گایا به او داده‌شده‌بود.
بنا به یک روایت، هسپریدها دختران هسپروس (Hesperus) به‌شمار می‌روند. هسپریدها را "دختران شب" یا "الهه‌های شب" یا "ربةالنوع‌های غروب" هم می‌نامیدند(The Daughters Of Evening).
با این که هسپریدها وظیفه داشتند از میوه‌ها و درختان باغ مراقبت کنند، ولی خودشان گهگاه از آن میوه‌ها می‌خوردند، به همین علت هرا به آنها چندان اعتماد نداشت و یک اژدهای همیشه‌بیدار و صد سر را به نام لادون به عنوان محافظ اضافی باغ تعیین کرده‌بود تا او مواظب کارهای هسپریدها باشد. اساطیر یونانی می‌گویند که "باغ درختان طلایی (یا سیب‌های طلایی)" در یک نقطهٔ غربی و دوردست از جهان واقع شده بود.
اوضاع اینگونه بود تا این که هرکول، که در حال پیمودن دوازده خان خود بود، به عنوان خان یازدهم مأموریت یافت که سیب‌های زرین را از باغ هرا بدزدد. هرکول ابتدا تلاش کرد محل باغ و سکونت گاه هسپریدها را شناسایی کند، سپس هنگامی که به باغ رسید، اطلس را فریب داد و سیب‌ها را از باغ ربود و با خود برد. گفته می‌شود که آتنا بعدها سیب‌ها را به محل اصلیشان بازگرداند. پس از آن پری‌ها به درخت تبدیل شدند.
هنگامی که پرسئوس به دنبال پیدا کردن و کشتن مدوسای گورگون بود، بنابه راهنمایی آتنا، دنبال هسپریدها گشت و آنها را پیدا کرد. هسپریدها برای انجام مأموریتش کوله پشتی‌ای به وی دادند تا سر مدوسا را به‌طور امن در آن جای‌دهد.